# (100001) 1982 UC3
1982 يو سي 3 (ويعرف أيضًا باسم (100001) 1982 يو سي 3 وفق تسمية الكوكب الصغير) (بالإنجليزية: 1982 UC3)‏ هو كويكب ضمن حزام الكويكبات؛ وترتيبه 100001 من حيث الاكتشاف.
اكتُشف هذا الجُرم الفلكي بواسطة Gregory Scott Aldering ‏ في 20 أكتوبر 1982.

## وصلات خارجية
- (100001) 1982 UC3 في قاعدة بيانات مختبر الدفع النفاث لأجرام النظام الشمسي الصغيرة

- الاكتشاف · مخطط المدار ·  العناصر المدارية · المعلمات المادية

- (100001) 1982 UC3 على موقع ويكي سكاي: DSS2, SDSS, GALEX, IRAS, Hydrogen α, X-Ray, Astrophoto, Sky Map, Articles and images